# 埃爾姆代爾 (明尼蘇達州)
埃爾姆代爾（英語：Elmdale）是一個位於美國明尼蘇達州莫里森縣的城市。

## 人口
根據2020年美國人口普查的數據，埃爾姆代爾的面積為8.91平方千米，皆為陸地。當地共有人口114人，而人口密度為每平方千米13人。